# Cot Pineung
Cot Pineung är en kulle i Indonesien.   Den ligger i provinsen Aceh, i den västra delen av landet, 1 800 km nordväst om huvudstaden Jakarta. Toppen på Cot Pineung är 72 meter över havet.
Terrängen runt Cot Pineung är varierad.Runt Cot Pineung är det tätbefolkat, med 276 invånare per kvadratkilometer. Närmaste större samhälle är Banda Aceh, 15,0 km norr om Cot Pineung. Omgivningarna runt Cot Pineung är en mosaik av jordbruksmark och naturlig växtlighet.